# 2022 en science
| Années de la science : 2019 - 2020 - 2021 - 2022 - 2023 - 2024 - 2025    |
| Décennies de la science : 1990 - 2000 - 2010 - 2020 - 2030 - 2040 - 2050 |

Cette page concerne les avancées et évènements scientifiques de l'année 2022.

## Prix
- Prix Nobel
  - Prix Nobel de physiologie ou médecine : Svante Pääbo
  - Prix Nobel de physique : Alain Aspect, John Clauser, Anton Zeilinger
  - Prix Nobel de chimie : Morten Meldal, Carolyn R. Bertozzi, K. Barry Sharpless
- Prix Lasker
  - Prix Albert-Lasker pour la recherche médicale fondamentale : Richard Hynes, Erkki Ruoslahti, Timothy A. Springer (en)
  - Prix Albert-Lasker pour la recherche médicale clinique : Yuk Ming Dennis Lo (en)

- Médailles de la Royal Society
  - Médaille Buchanan : Edward Richard Moxon (d)
  - Médaille Copley : Oxford-AstraZeneca Vaccine Team
  - Médaille Darwin : Martin Embley
  - Médaille Davy : Peter Sadler (d)
  - Médaille Gabor : Graham Medley
  - Médaille Hughes : Saiful Islam (en)
  - Médaille Leverhulme : Charlotte Williams (en)
  - Médaille royale : Richard Ellis, Stephen C. West (en), Geoffrey Hinton
  - Médaille Rumford : Raymond Pierrehumbert
  - Médaille Sylvester : Roger Heath-Brown

- Médailles de la Geological Society of London[1]
  - Médaille Lyell : William B. F. Ryan (d)
  - Médaille Murchison : Michael Bickle (en)
  - Médaille Wollaston : Tanya Atwater

- Prix Abel en mathématiques : Dennis Sullivan
- Médaille Fields (mathématiques) : Maryna Viazovska, Hugo Duminil-Copin, June Huh et James Maynard
- Prix Turing en informatique : Robert Metcalfe pour l’invention d’Ethernet
- Prix Jules-Janssen (astronomie) : Jocelyn Bell
- Médaille Bruce (astronomie) : Ellen Gould Zweibel
- Médaille linnéenne : Rohan Pethiyagoda

- Médaille d'or du CNRS : Jean-Marie Tarascon
- Grand Prix de l'Inserm : Olivier Delattre (d)

## Décès en 2022
- 2 janvier : Richard Leakey (né en 1944), paléoanthropologue kenyan.
- 3 janvier : Beatrice Mintz (née en 1921), biologiste et embryologiste américaine.
- 19 janvier : David Cox (né en 1924), statisticien britannique.
- 20 janvier : David Bramwell (né en 1942), botaniste britannique.
- 23 janvier : Janet Scott (née en 1964), chimiste sud-africaine.

- 18 février : François Gros (né en 1925), biologiste français.
- 21 février : Paul Farmer (né en 1959), médecin et anthropologue américain.
- 23 février : Tatiana Birshtein (née en 1928), physicienne russe.

- 15 mars : Eugene Parker (né en 1927), astrophysicien américain, prix de Kyoto en 2003.
- 16 mars : William John Ellison (né en 1943), mathématicien britannique.
- 17 mars :
  - Jean-Pierre Demailly (né en 1957), mathématicien français.
  - Jaroslav Kurzweil (né en 1926), mathématicien tchèque.
- 20 mars : 
  - Adriana Hoffmann (née en 1940), botaniste chilienne.
  - Wen Shengchang (en) (né en 1921), océanographe chinois.
- 22 mars : Jean-Paul Auffray (né en 1926), physicien et historien des sciences français.
- 23 mars : Arthur Riggs (né en 1939), généticien américain.
- 25 mars : Grace Alele-Williams (née en 1932), mathématicienne nigériane.
- 27 mars : 
  - Martin Pope (né en 1918), chimiste américain.
  - James Vaupel (en) (né en 1945), démographe américain.
- 28 mars : Marion Créhange (née en 1937), informaticienne française.
- 29 mars : Paul Benioff (en) (né en 1930), physicien américain.
- 30 mars : Kenneth Walters (en) (né en 1934), mathématicien britannique.

- 1 avril : Gerhard Woeginger (né en 1964), mathématicien et informaticien autrichien.
- 5 avril : Sidney Altman (né en 1939), biochimiste américain d'origine canadienne, prix Nobel de chimie en 1989.
- 11 avril : René Mornex (né en 1927), médecin français.
- 13 avril : Maurice Lévy (né en 1922), physicien français.
- 29 avril : Georgia Benkart (née en 1947), mathématicienne américaine.
- 30 avril : Marthe Gautier (née en 1925), médecin pédiatre française, découvreuse de la trisomie 21.

- 9 mai : John Coates (né en 1945), mathématicien australien.

- 20 juin : Eldar Salayev (né en 1933), physicien azerbaïdjanais.
- 22 juin : 
  - Yves Coppens (né en 1934), paléontologue français.
  - Peter Molnar (né en 1943), géophysicien et géomorphologue américain.

- 3 juillet : Robert Curl (né en 1933), chimiste américain.

- 27 août : Grigori Tseitin (né en 1936), mathématicien et informaticien russe.

- 2 septembre : Frank Drake (né en 1930), astronome américain, initiateur du projet SETI.
- 15 septembre : Saul Kripke (né en 1940), philosophe et logicien américain.
- 17 septembre : Maarten Schmidt (né en 1929), astronome néerlandais.
- 18 septembre : Nick Holonyak Jr. (né en 1928), ingénieur électrotechnique américain.
- 19 septembre : 
  - Vernon Dvorak (né en 1922), météorologiste américain.
  - Valeri Poliakov (né en 1942), cosmonaute soviétique.
- 25 septembre : Jacques Drèze (né en 1929), économiste belge.

- 12 octobre : Osmo Pekonen (né en 1960), mathématicien finlandais.
- 16 octobre : Lodewijk van den Berg (né en 1932), ingénieur chimiste et astronaute néerlando-américain.

- 14 novembre :
  - Jan Nekovář (né en 1963), mathématicien tchèque.
  - Carolina Ödman-Govender (née en 1974), physicienne suisse.
- 17 novembre : Frederick Brooks (né en 1931), informaticien américain.
- 20 novembre : Jay Pasachoff (né en 1943), astronome américain.
- 21 novembre : Andreas De Leenheer (né en 1941), biologiste belge.
- 25 novembre : Jacques Postel (né en 1927), psychiatre français.
- 28 novembre : Bernard Crettaz (né en 1938), sociologue et ethnologue suisse.

- 8 décembre : Maurice Robert (né en 1930), ethnologue français.
- 13 décembre : Jean-Jacques de Granville (né en 1943), botaniste français.
- 26 décembre : Gio Wiederhold (né en 1936), informaticien américain.